# 梅津只圓
梅津 只圓（うめづ しえん、文化14年4月17日（1817年6月1日） - 明治43年（1910年）7月3日）は幕末明治の喜多流シテ方能楽師。福岡市出身。通称は源蔵、諱は利春。夢野久作『梅津只圓翁伝』の題材となった。

## 生涯

### 江戸時代
文化14年（1817年）4月17日、福岡藩召抱能楽師シテ方、梅津源蔵正武の長男として薬院中庄に生まれた。幼名は政之進、栄で、藩主黒田長溥の命で利春と改名した。
天保3年（1832年）春、喜多六平太能静と師弟関係を結び、「翁」の允可を受けた。弘化元年（1844年）春と嘉永元年（1848年）春の2度上京し、喜多六平太能静に直接指導を受けた。弘化3年（1846年）3月家督を継ぐ。
嘉永5年（1852年）3月自宅舞台で「翁」を初披露し、藩主黒田斉溥に御装束預を命じられた。嘉永7年（1854年）3月、菅公を祀る水鏡天満宮250年に能を披露した。文久元年（1861年）9月28日から1月1日まで5日間、黒田長知栄進祝として能を披露し、10月15日御納戸組馬廻格となった。文久3年（1863年）1月1日松囃子の際、長知より袴や面を賜った。

### 明治時代
明治元年（1868年）長知の上京に同行し、京都の黒田家菩提寺、大徳寺龍光院の宿陣で来客に囃子、仕舞を披露した。明治2年（1869年）4月4日環瀛丸に同船して13日東京に到着し、隔日で勤番した。非番の日は根岸の喜多家宅に通い、「道成寺」「卒塔婆小町」「望月」「石橋」の相伝を受け、5月24日能静の最期を看取った。明治4年（1871年）10月長男栄に家督を讓り、只圓と号したが、明治12年（1879年）1月先立たれ、復帰した。
明治13年（1880年）3月30日、当主・黒田長知の機嫌伺いのため、門人・鈴木六郎、河原田平助と共に上京し、度々長知の実兄、藤堂高潔宅で能を披露した。明治25年（1892年）10月9日能静追善能のため上京したところ、池田茂政、前田利鬯、皇太后宮亮の林直康等に、喜多家次代千代造の補導を依頼され、婿野中到宅に滞在して稽古を行い、また斎藤五郎蔵に装束附方を伝習し、明治26年（1893年）11月28日帰郷した。
明治38年（1905年）義兄の次男健介を養子とし、10月家督を讓った。明治41年（1908年）頃身体が不自由となり、梅津朔造に「隅田川」を稽古中卒倒し、病臥の身となった。明治43年（1910年）7月2日柴藤精蔵に謡曲を稽古中急変し、7月3日死去した。墓所は福岡市博多区祇園町、順正寺。

## 記念碑
昭和8年（1933年）墓が累代墓に合葬されたため、旧門下佐藤文次郎、古賀得四郎、柴藤精蔵、夢野久作により銅像建造が計画され、昭和9年（1934年）10月14日旧宅庭前に津上昌平による像が除幕された。第二次世界大戦中金属類回収令により供出され、昭和63年（1988年）大濠公園能楽堂中庭に再建された。
現在、今泉二丁目大神月極駐車場内に「梅津只圓先生之碑」がある。

## 家族
梅津家は山城国葛野郡梅津で代々芸事を行い、梅若家も輩出した家柄といい、江戸時代博多に移住して町役者となり、櫛田神社の神事能を司った。その一分家が薬院中庄に移り、黒田氏御抱として士分に列せられた。
- 父：梅津源蔵正武、後に一朗[1]
- 母：判（半） - 阿多田の旧家一木家娘。身分が異なるため、向い隣の無足組児玉藤五郎の養女として入嫁した[3]。
  - 姉：せき - 弘化4年（1847年）6月1日生。明治5年（1872年）佐々木啓次郎に嫁ぐ[1]。
  - 弟：梅津九郎助 - 荒巻軍平養子となり、伊右衛門と称し、軍治、行度と改む。明治9年（1876年）3月20日没[1]
- 先妻 - 大老黒田家臣梅津羽左衛門娘。弘化3年（1846年）縁組、元治元年（1864年）11月没[1]。
  - 嫡子：梅津栄重利 - 嘉永3年（1850年）2月16日生、明治12年（1879年）1月18日没。号は無涯[1]。
  - 娘：まさ - 嘉永5年（1852年）11月6日生。明治2年（1869年）牟田口重蔵に嫁ぐ。明治25年（1892年）8月10日没[1]。
- 後妻：いと - 野中勝良姉。明治3年（1870年）縁組[1]。
  - 娘：千代 - 明治4年（1871年）9月30日生。明治24年（1891年）野中到に嫁ぐ[1]。
  - 養子：梅津利彦 - 牟田口重蔵三男。明治15年（1882年）10月25日生。明治24年（1891年）6月養子、明治30年（1897年）4月改名。明治37年（1904年）12月事故にて死去[1]。
  - 養子：梅津健介 - 佐々木啓次郎次男。明治11年（1878年）6月16日生。明治38年（1905年）養子、10月家督相続[1]。